# かわすみひろし
かわすみ ひろし（1968年5月21日 - ）は、日本の漫画家。愛知県名古屋市千種区出身。血液型A型。デビュー当時のペンネームは「川隅ひろし」。東京都板橋区在住。

## 概要
少年時代に美少女を描くかがみあきらの影響を受けて、漫画家を目指した。大学卒業後、アシスタントなどを経て、1994年に『モーニング』（講談社）の第25回ちばてつや賞にて『祭りが笑う』が準入選で入賞した。
翌1995年に、『はまりんこ』を連載。西村ミツル原作の『大使閣下の料理人』が2002年には、第6回文化庁メディア芸術祭マンガ部門優秀賞を受賞した。 
2009年以降はデビューから関わった『モーニング』から活動の中心を『漫画サンデー』と『月刊ヤングマガジン』に移した。
顔は福神さまに似ている。好物はビールと出雲そば、趣味は城を散策すること。好きなミュージシャンはハワード・ジョーンズとTOTO。

## 作品リスト
- はまりんこ（全2巻） - 『モーニング』1995年9月から10月まで掲載。
- 大使閣下の料理人（全25巻） - 西村ミツル原作、『モーニング』1998年から2006年4月まで連載。2002年には、第6回文化庁メディア芸術祭マンガ部門優秀賞受賞。
- プラチナ（全2巻） - 『モーニング』2006年8月掲載の結婚式場を舞台とした読切作品の「天使の舞い降りるチャペル」を経て、「純愛」を意味する『プラチナ』のタイトルで、同年10月から2007年3月まで連載[5]。
- 営業の牧田です。（全3巻） - 『モーニング』2007年10月から2008年6月まで連載。
- 裁判員の女神（全5巻） - 毛利甚八原作、井垣康弘監修、『漫画サンデー』（実業之日本社）2009年1月から2010年5月まで連載。
- 刀将（読切） - 『漫画サンデー』2010年9月に掲載。
- 風より疾く - 『月刊ヤングマガジン』2010年12月から2012年3月まで連載、上記の『刀将』のパイロット版として、その続編となる。
- 江戸バルザック - 『漫画サンデー』2011年7月から同年10月まで連載。
- お江戸幕末美味処（読切） - 『漫画サンデー』グルメ特集号『極上!美味コミ 春グルメ編』2012年4月掲載。
- スカイツリーものがたり（読切） - 『漫画サンデー』2012年6月掲載、スカイツリーの建築課程を題材とする。
- ひょっこり!? 温泉島（読切） - 『漫画サンデー』2012年9月掲載。
- 名人伝（読切） - 『漫画サンデー』2012年11月掲載、中島敦の同名小説のコミカライズ。
- 鉄子の育て方 - やまもり文雄企画、『月刊ヤングマガジン』2014年2月から2015年6月まで連載。
- マンガでわかる 小宮一慶の見えないものが見えてくるビジネス発想力（じっぴコンパクト新書、原作：小宮一慶）
- 亡き父が食べさせてくれた出雲そば（読切） - 『漫画昭和人情食堂』（ぶんか社）2016年3月掲載。
- 東京下町恋どんぶり - 『漫画昭和人情食堂』（ぶんか社）2016年6月掲載。
- 浅草のしゅうまい - 『漫画昭和人情食堂』（ぶんか社）2016年8月掲載。
- カレーライス - 『漫画昭和人情食堂』（ぶんか社）2016年10月掲載。
- 大学イモ - 『漫画昭和人情食堂』（ぶんか社）2016年12月掲載。
- バジリコスパゲティ - 『漫画昭和人情食堂』（ぶんか社）2017年3月掲載。
- ナポリうどん - 『漫画昭和人情食堂』（ぶんか社）2017年5月掲載。
- 旅打ち人・睦月ライドの初体験(!?) - 『パチスロマガジン』（双葉社）2017年6月号から2018年1月号まで連載。
- 松本バッチ物語 - 松本バッチ原案、『パチスロマガジン』（双葉社）2021年3月号から全4回掲載。
- 決死のパチスロサバイバル地獄変（タイラ編） - タイラ原案、『パチスロマガジン』（双葉社）2021年4月号から全6回掲載。